# Amphicyclotulus guadeloupensis
Amphicyclotulus guadeloupensis fue una especie de molusco gasterópodo de la familia Neocyclotidae en el orden de los Mesogastropoda.

## Distribución geográfica
Fue  endémica de Guadalupe.